# Slovenská brána
Slovenská brána je geomorfologický útvar vytvořený řekou Hron. Poloha je připisována všem útvarům od Tekovské Breznice až po Tlmače.
Řeka se prořezává ze Žiarské kotliny do Podunajské nížiny přes sopečné struktury (převážně andezity) Pohronského Inovce na pravém břehu a Štiavnických vrchů na levém břehu. Řeka ve Slovenské bráně zároveň oddělila geomorfologickou podsestavu Kozmálovské vršky od zbytku pohoří Štiavnické vrchy. Levobrežní skalní útvar je Kusá Hora 273 m, nacházející se v katastrálním území obce Rybník, pravobřežní skalní útvar je Skala 237 m u městečka Tlmače (část Lipník).

## Kusá Hora
Kusá Hora je levobřežní skalní útvar s nadmořskou výškou 273 m tvořící součást jedinečného geomorfologického útvaru Slovenská brána, který je zjizvený kamenolomem na andezit, nazývaným lokálně "Galiba". Z vrcholu se otevírá pohled na řeku Hron protékající ze Žiarské kotliny na úrodnou Podunajskou nížinu.